# Mercedes AMG High Performance Powertrains
Mercedes AMG High Performance Powertrains, tidigare Hubview, Ilmor Engineering, Mercedes-Ilmor och Mercedes-Benz High Performance Engines, är den avdelning inom Mercedes-AMG som tillverkar motorer för Formel 1 och Formel E. De är också involverade i andra projekt såsom utvecklingen av supersportbilen Mercedes-AMG One.
Avdelningen är baserad främst i Brixworth i England i Storbritannien och leds av ingenjören Hywel Thomas.

## Historik
Företaget bildades den 11 oktober 1983 som Hubview men företagsnamnet byttes den 16 december till Ilmor Engineering. Initiativtagarna var ingenjörerna Mario Illien och Paul Morgan samt affärsmannen Roger Penske i syfte att designa och tillverka motorer för Indycar Series med finansiell uppbackning av fordonstillverkaren General Motors (GM). År 1990 expanderade företaget utanför Storbritanniens gränser och etablerade en fabrik i USA för att bygga Indycar-motorerna i USA och kunna ge bättre support till Indycar-stallen. Tre år senare slöt Ilmor ett samarbetsavtal med en annan fordonstillverkare i Mercedes-Benz i syfte att designa och utveckla V10-motorer till Formel 1-stallet Sauber till säsongen 1994. Samma år blev Ilmor anlitade igen av Mercedes-Benz och där en motor, speciellt för 1994 års Indy 500, designades och byggdes. Bilen kördes av Al Unser Jr. och kunde säkra både pole position och racevinst. Motorn översteg 1 000 bromsade hästkrafter och hade en toppfart på 412 km/h. Året efter bytte Sauber motorleverantör till Ford Motor Company och Ilmor började då leverera F1-motorer till McLaren. År 1998 expanderade Ilmor sin företagsdel i USA och började leverera till bland annat Penskes Nascar-stall Penske Racing samt motorcykeltillverkarna Harley Davidson och Triumph. I maj 2001 omkom Morgan i en flygolycka, när han skulle landa ett flygplan av varianten Hawker Sea Fury. Under åren som hade gått hade Mercedes ägare Daimler Chrysler blivit aktieägare i Ilmor och i slutet av 2002 började man köpa ut de andra aktieägarna efter att de hade blivit majoritetsägare. Den 12 februari 2003 bytte företaget namn till Mercedes-Ilmor men 2005 genomgick företaget ett till namnbyte och blev Mercedes-Benz High Performance Engines. Under 2005 blev Daimler Chrysler ensam ägare av företaget medan Illien och Penske köpte loss Mercedes-Ilmors avdelning Special Projects Group, som arbetade mot de amerikanska motorsportserierna; Daimlers aktiepost på 25% för den amerikanska verksamheten som upprättades 1998 samt rättigheterna till företagsnamnet Ilmor Engineering. Efter affären var slutförd, grundade Illien och Penske ett nytt företag med Ilmor Engineering-namnet. I november 2009 köpte Mercedes och Aabar Investments 75,1% av F1-stallet Brawn GP från Ross Brawn och Nick Fry, som hade vunnit både konstruktörs- och förarmästerskapen under årets säsong, och Brawn GP blev Mercedes Grand Prix. Formel 1-stallet blev ett fabriksstall och företaget började förse F1-stallet med F1-motorer. Den 4 januari 2012 bytte företaget till det nuvarande namnet.

## Motorsportsstall
De motorsportsstall som de har levererat motorer till.

### Formel 1
- Leyton House Racing (1991)[10]
- March Engineering (1992)[11]
- Tyrell (1992)[12]
- Sauber (1994)[6]
- McLaren (1995[6]–2014[13], 2021[14]–)
- Brawn GP (2009)[15]
- Force India (2009–2018)[16]
- Mercedes (2010–)[17]
- Williams (2014–)[18]
- Lotus (2015)[19]
- Manor (2016)[20]
- Racing Point Force India (2018)[21]
- Racing Point (2019[22]–2020[23])
- Aston Martin (2021–)[24]

### Formel E
- Mercedes-EQ Formula E Team (2019–)[25]
- Venturi Racing (2019–)[26]

## F1-meriter
| Konstruktörsmästerskapet - McLaren 1998, 1999 - Brawn GP 2009 - Mercedes 2014, 2015, 2016, 2017, 2018, 2019, 2020, 2021 | Förarmästerskapet - Mika Häkkinen 1998, 1999 (McLaren) - Lewis Hamilton 2008 (McLaren), 2014, 2015, 2017, 2018, 2019, 2020 (Mercedes) - Jenson Button 2009 (Brawn GP) - Nico Rosberg 2016 (Mercedes) |

| 1. Australien 1997 2. Italien 1997 3. Europa 1997 4. Australien 1998 5. Brasilien 1998 6. San Marino 1998 7. Spanien 1998 8. Monaco 1998 9. Österrike 1998 10. Tyskland 1998 11. Luxemburg 1998 12. Japan 1998 13. Brasilien 1999 14. Spanien 1999 15. Kanada 1999 16. Storbritannien 1999 17. Ungern 1999 18. Belgien 1999 19. Japan 1999 20. Storbritannien 2000 21. Spanien 2000 22. Monaco 2000 23. Frankrike 2000 24. Österrike 2000 25. Ungern 2000 26. Belgien 2000 27. Brasilien 2001 28. Österrike 2001 29. Storbritannien 2001 30. USA 2001 31. Monaco 2002 32. Australien 2003 33. Malaysia 2003 34. Belgien 2004 35. Spanien 2005 36. Monaco 2005 37. Kanada 2005 38. Storbritannien 2005 39. Ungern 2005 40. Turkiet 2005 41. Italien 2005 42. Belgien 2005 43. Brasilien 2005 44. Japan 2005 45. Malaysia 2007 46. Monaco 2007 47. Kanada 2007 48. USA 2007 49. Europa 2007 50. Ungern 2007 51. Italien 2007 52. Japan 2007 53. Australien 2008 54. Monaco 2008 55. Storbritannien 2008 56. Tyskland 2008 57. Ungern 2008 58. Kina 2008 59. Australien 2009 60. Malaysia 2009 61. Bahrain 2009 62. Spanien 2009 63. Monaco 2009 64. Turkiet 2009 65. Ungern 2009 66. Europa 2009 67. Italien 2009 68. Singapore 2009 69. Australien 2010 70. Kina 2010 71. Turkiet 2010 72. Kanada 2010 73. Belgien 2010 74. Kina 2011 75. Kanada 2011 76. Tyskland 2011 77. Ungern 2011 78. Japan 2011 79. Abu Dhabi 2011 80. Australien 2012 81. Kina 2012 82. Kanada 2012 83. Ungern 2012 84. Belgien 2012 85. Italien 2012 86. USA 2012 87. Brasilien 2012 88. Monaco 2013 89. Storbritannien 2013 90. Ungern 2013 91. Australien 2014 92. Malaysia 2014 93. Bahrain 2014 94. Kina 2014 95. Spanien 2014 96. Monaco 2014 97. Österrike 2014 98. Storbritannien 2014 99. Tyskland 2014 100. Italien 2014 101. Singapore 2014 102. Japan 2014 103. Ryssland 2014 104. USA 2014 105. Brasilien 2014 106. Abu Dhabi 2014 107. Australien 2015 108. Kina 2015 109. Bahrain 2015 110. Spanien 2015 111. Monaco 2015 112. Kanada 2015 113. Österrike 2015 114. Storbritannien 2015 115. Belgien 2015 116. Italien 2015 117. Japan 2015 118. Ryssland 2015 119. USA 2015 120. Mexiko 2015 121. Brasilien 2015 122. Abu Dhabi 2015 123. Australien 2016 124. Bahrain 2016 125. Kina 2016 126. Ryssland 2016 127. Monaco 2016 128. Kanada 2016 129. Europa 2016 130. Österrike 2016 131. Storbritannien 2016 132. Ungern 2016 133. Tyskland 2016 134. Belgien 2016 135. Italien 2016 136. Singapore 2016 137. Japan 2016 138. USA 2016 139. Mexiko 2016 140. Brasilien 2016 141. Abu Dhabi 2016 142. Kina 2017 143. Ryssland 2017 144. Spanien 2017 145. Kanada 2017 146. Österrike 2017 147. Storbritannien 2017 148. Belgien 2017 149. Italien 2017 150. Singapore 2017 151. Japan 2017 152. USA 2017 153. Abu Dhabi 2017 154. Azerbajdzjan 2018 155. Spanien 2018 156. Frankrike 2018 157. Tyskland 2018 158. Ungern 2018 159. Italien 2018 160. Singapore 2018 161. Ryssland 2018 162. Japan 2018 163. Brasilien 2018 164. Abu Dhabi 2018 165. Australien 2019 166. Bahrain 2019 167. Kina 2019 168. Azerbajdzjan 2019 169. Spanien 2019 170. Monaco 2019 171. Kanada 2019 172. Frankrike 2019 173. Storbritannien 2019 174. Ungern 2019 175. Ryssland 2019 176. Japan 2019 177. Mexiko 2019 178. USA 2019 179. Abu Dhabi 2019 180. Österrike 2020 181. Steiermarks 2020 182. Ungern 2020 183. Storbritannien 2020 184. Spanien 2020 185. Belgien 2020 186. Toscanas 2020 187. Ryssland 2020 188. Eifels 2020 189. Portugal 2020 190. Emilia-Romagnas 2020 191. Turkiet 2020 192. Bahrain 2020 193. Sakhirs 2020 194. Bahrain 2021 195. Portugal 2021 196. Spanien 2021 197. Storbritannien 2021 198. Italien 2021 199. Ryssland 2021 200. Turkiet 2021 201. Brasilien 2021 202. Qatar 2021 203. Saudiarabien 2021 204. Brasilien 2022 205. Miami 2024 206. Österrike 2024 |

| 1. Luxemburg 1997 2. Australien 1998 3. Brasilien 1998 4. Argentina 1998 5. San Marino 1998 6. Spanien 1998 7. Monaco 1998 8. Kanada 1998 9. Frankrike 1998 10. Storbritannien 1998 11. Tyskland 1998 12. Ungern 1998 13. Belgien 1998 14. Australien 1999 15. Brasilien 1999 16. San Marino 1999 17. Monaco 1999 18. Spanien 1999 19. Storbritannien 1999 20. Österrike 1999 21. Tyskland 1999 22. Ungern 1999 23. Belgien 1999 24. Italien 1999 25. Australien 2000 26. Brasilien 2000 27. San Marino 2000 28. Europa 2000 29. Österrike 2000 30. Tyskland 2000 31. Belgien 2000 32. San Marino 2001 33. Monaco 2001 34. Europa 2003 35. USA 2003 36. Storbritannien 2004 37. San Marino 2005 38. Spanien 2005 39. Monaco 2005 40. Tyskland 2005 41. Turkiet 2005 42. Italien 2005 43. Belgien 2005 44. Tyskland 2006 45. Ungern 2006 46. Italien 2006 47. Monaco 2007 48. Kanada 2007 49. USA 2007 50. Storbritannien 2007 51. Ungern 2007 52. Italien 2007 53. Japan 2007 54. Kina 2007 55. Australien 2008 56. Kanada 2008 57. Storbritannien 2008 58. Tyskland 2008 59. Ungern 2008 60. Belgien 2008 61. Japan 2008 62. Kina 2008 63. Australien 2009 64. Malaysia 2009 65. Spanien 2009 66. Monaco 2009 67. Europa 2009 68. Belgien 2009 69. Italien 2009 70. Singapore 2009 71. Brasilien 2009 72. Abu Dhabi 2009 73. Kanada 2010 74. Korea 2011 75. Australien 2012 76. Malaysia 2012 77. Kina 2012 78. Spanien 2012 79. Monaco 2012 80. Ungern 2012 81. Belgien 2012 82. Italien 2012 83. Singapore 2012 84. Abu Dhabi 2012 85. Brasilien 2012 86. Kina 2013 87. Bahrain 2013 88. Spanien 2013 89. Monaco 2013 90. Storbritannien 2013 91. Tyskland 2013 92. Ungern 2013 93. Belgien 2013 94. Australien 2014 95. Malaysia 2014 96. Bahrain 2014 97. Kina 2014 98. Spanien 2014 99. Monaco 2014 100. Kanada 2014 101. Österrike 2014 102. Storbritannien 2014 103. Tyskland 2014 104. Ungern 2014 105. Belgien 2014 106. Italien 2014 107. Singapore 2014 108. Japan 2014 109. Ryssland 2014 110. USA 2014 111. Brasilien 2014 112. Abu Dhabi 2014 113. Australien 2015 114. Malaysia 2015 115. Kina 2015 116. Bahrain 2015 117. Spanien 2015 118. Monaco 2015 119. Kanada 2015 120. Österrike 2015 121. Storbritannien 2015 122. Ungern 2015 123. Belgien 2015 124. Italien 2015 125. Japan 2015 126. Ryssland 2015 127. USA 2015 128. Mexiko 2015 129. Brasilien 2015 130. Abu Dhabi 2015 131. Australien 2016 132. Bahrain 2016 133. Kina 2016 134. Ryssland 2016 135. Spanien 2016 136. Kanada 2016 137. Europa 2016 138. Österrike 2016 139. Storbritannien 2016 140. Ungern 2016 141. Tyskland 2016 142. Belgien 2016 143. Italien 2016 144. Singapore 2016 145. Malaysia 2016 146. Japan 2016 147. USA 2016 148. Mexiko 2016 149. Brasilien 2016 150. Abu Dhabi 2016 151. Australien 2017 152. Kina 2017 153. Bahrain 2017 154. Spanien 2017 155. Kanada 2017 156. Azerbajdzjan 2017 157. Österrike 2017 158. Storbritannien 2017 159. Belgien 2017 160. Italien 2017 161. Malaysia 2017 162. Japan 2017 163. USA 2017 164. Brasilien 2017 165. Abu Dhabi 2017 166. Australien 2018 167. Spanien 2018 168. Frankrike 2018 169. Österrike 2018 170. Storbritannien 2018 171. Ungern 2018 172. Belgien 2018 173. Singapore 2018 174. Ryssland 2018 175. Japan 2018 176. USA 2018 177. Brasilien 2018 178. Abu Dhabi 2018 179. Australien 2019 180. Kina 2019 181. Azerbajdzjan 2019 182. Spanien 2019 183. Monaco 2019 184. Frankrike 2019 185. Storbritannien 2019 186. Tyskland 2019 187. USA 2019 188. Abu Dhabi 2019 189. Österrike 2020 190. Steiermarks 2020 191. Ungern 2020 192. Storbritannien 2020 193. 70-årsjubileumets 2020 194. Spanien 2020 195. Belgien 2020 196. Italien 2020 197. Toscanas 2020 198. Ryssland 2020 199. Eifels 2020 200. Portugal 2020 201. Emilia-Romagnas 2020 202. Turkiet 2020 203. Bahrain 2020 204. Sakhirs 2020 205. Emilia-Romagnas 2021 206. Portugal 2021 207. Spanien 2021 208. Ungern 2021 209. Ryssland 2021 210. Turkiet 2021 211. Mexiko 2021 212. Brasilien 2021 213. Qatar 2021 214. Saudiarabien 2021 215. Ungern 2022 216. Ungern 2023 217. Kanada 2024 218. Spanien 2024 |

| 1. Kanada 1997 2. Italien 1997 3. Australien 1998 4. Brasilien 1998 5. Spanien 1998 6. Monaco 1998 7. Frankrike 1998 8. Österrike 1998 9. Tyskland 1998 10. Italien 1998 11. Luxemburg 1998 12. Brasilien 1999 13. Monaco 1999 14. Frankrike 1999 15. Storbritannien 1999 16. Österrike 1999 17. Tyskland 1999 18. Ungern 1999 19. Belgien 1999 20. Europa 1999 21. San Marino 2000 22. Storbritannien 2000 23. Spanien 2000 24. Monaco 2000 25. Kanada 2000 26. Frankrike 2000 27. Österrike 2000 28. Ungern 2000 29. Italien 2000 30. USA 2000 31. Japan 2000 32. Malaysia 2000 33. Malaysia 2001 34. Österrike 2001 35. Monaco 2001 36. Frankrike 2001 37. Storbritannien 2001 38. Ungern 2001 39. Australien 2002 40. Frankrike 2002 41. Australien 2003 42. Monaco 2003 43. Europa 2003 44. Tyskland 2004 45. Belgien 2004 46. Malaysia 2005 47. Bahrain 2005 48. Kanada 2005 49. Frankrike 2005 50. Storbritannien 2005 51. Tyskland 2005 52. Ungern 2005 53. Turkiet 2005 54. Italien 2005 55. Brasilien 2005 56. Japan 2005 57. Kina 2005 58. Australien 2006 59. Kanada 2006 60. Italien 2006 61. Malaysia 2007 62. Monaco 2007 63. Kanada 2007 64. Italien 2007 65. Japan 2007 66. Australien 2008 67. Bahrain 2008 68. Kina 2008 69. Malaysia 2009 70. Kina 2009 71. Spanien 2009 72. Turkiet 2009 73. Italien 2009 74. Kina 2010 75. Spanien 2010 76. Europa 2010 77. Belgien 2010 78. Brasilien 2010 79. Abu Dhabi 2010 80. Spanien 2011 81. Kanada 2011 82. Tyskland 2011 83. Italien 2011 84. Singapore 2011 85. Japan 2011 86. Australien 2012 87. Europa 2012 88. Tyskland 2012 89. Italien 2012 90. Singapore 2012 91. Indien 2012 92. Brasilien 2012 93. Malaysia 2013 94. Italien 2013 95. Australien 2014 96. Malaysia 2014 97. Bahrain 2014 98. Kina 2014 99. Kanada 2014 100. Österrike 2014 101. Storbritannien 2014 102. Tyskland 2014 103. Ungern 2014 104. Belgien 2014 105. Italien 2014 106. Singapore 2014 107. Japan 2014 108. Ryssland 2014 109. Brasilien 2014 110. Australien 2015 111. Malaysia 2015 112. Kina 2015 113. Spanien 2015 114. Österrike 2015 115. Storbritannien 2015 116. Belgien 2015 117. Italien 2015 118. Japan 2015 119. USA 2015 120. Mexiko 2015 121. Brasilien 2015 122. Abu Dhabi 2015 123. Bahrain 2016 124. Kina 2016 125. Ryssland 2016 126. Monaco 2016 127. Kanada 2016 128. Europa 2016 129. Österrike 2016 130. Storbritannien 2016 131. Belgien 2016 132. Italien 2016 133. Malaysia 2016 134. Kina 2017 135. Bahrain 2017 136. Spanien 2017 137. Kanada 2017 138. Österrike 2017 139. Storbritannien 2017 140. Ungern 2017 141. Singapore 2017 142. Japan 2017 143. Abu Dhabi 2017 144. Bahrain 2018 145. Azerbajdzjan 2018 146. Frankrike 2018 147. Tyskland 2018 148. Belgien 2018 149. Italien 2018 150. Ryssland 2018 151. USA 2018 152. Mexiko 2018 153. Brasilien 2018 154. Australien 2019 155. Spanien 2019 156. Kanada 2019 157. Storbritannien 2019 158. Italien 2019 159. Ryssland 2019 160. Japan 2019 161. Brasilien 2019 162. Abu Dhabi 2019 163. Österrike 2020 164. Steiermarks 2020 165. Ungern 2020 166. 70-årsjubileumets 2020 167. Spanien 2020 168. Italien 2020 169. Toscanas 2020 170. Ryssland 2020 171. Portugal 2020 172. Emilia-Romagnas 2020 173. Turkiet 2020 174. Sakhirs 2020 175. Bahrain 2021 176. Emilia-Romagnas 2021 177. Portugal 2021 178. Monaco 2021 179. Steiermarks 2021 180. Nederländerna 2021 181. Ryssland 2021 182. Turkiet 2021 183. USA 2021 184. Mexiko 2021 185. Saudiarabien 2021 186. Monaco 2022 187. Storbritannien 2022 188. Ungern 2022 189. Singapore 2022 190. USA 2022 191. Mexiko 2022 192. Brasilien 2022 193. Abu Dhabi 2022 194. Monaco 2023 195. Belgien 2023 196. Nederländerna 2023 197. Italien 2023 198. Singapore 2023 199. Mexiko 2023 200. Kina 2024 201. Miami 2024 202. Emilia-Romagnas 2024 203. Monaco 2024 204. Kanada 2024 205. Spanien 2024 206. Österrike 2024 |

## Ledare
Ett urval av ledare som har lett företaget/avdelningen.
- Thomas Fuhr, 2009–2012
- Andy Cowell, 2013–2020
- Hywel Thomas, 2020–